# Szász–Lauenburgi Hercegség
A Szász Hercegség felosztásakor 1296-ban az egyik létrejött nagy hercegi uradalom az Elba két partján elhelyezkedő, töredezett hercegség, a Szász–Lauenburgi Hercegség volt, mely meg tudta őrizni függetlenségét a holsteini és schwerini uralkodók hatalmi törekvéseivel szemben. 1303-ban az országot három vonal mentén osztották fel II. János, III. Albrecht és I. Erik között. A három ország 100 éven át ellenségesen állt szemben egymással. A harcok gyengítették az uralkodó erejét, így a nemesség erősíthette hatalmi pozícióit. 1404-ben erős nemesi szövetségek alakultak. A hercegi hatalmat tovább gyengítette, hogy uradalmaik nyersanyagokban szegények voltak, és az elsősorban földművelésből élő lakosság nem tudott nagy mértékű adókat biztosítani. Ezzel szemben a hercegség Hanza-városok közelében lévő uradalmai komoly nyersanyagforrásokkal rendelkeztek, melyek között elsősorban a hajóépítésben fontos szerepet játszó fakitermelésnek jutott döntő szerep.
A Hercegség a 14. században megépülő Stecknitz-csatorna befejezése után Lübeck Hanza-város befolyása alá került. Utóbbi 1359-ben meg is vette a Szász-Lauenburgi Hercegségtől Mölln városát és környékét, majd 1370-ben Bergedorfot. A hercegség a 15. században megpróbálta a lübecki nyomást feloldani, de a lübecki és hamburgi részről érkező katonai nyomás, melyet az 1420-as perlebergi béke zárt le, véget vetett ez irányú törekvéseinek. Azt azonban sikerült kiharcolniuk, hogy Bergedorf közös fennhatóság alá kerüljön. 
Az 1314-es kettős német királyválasztáson Szász-Lauenburg szövetségben állt a brandenburgi és kölni választóval, az 1329-es királyválasztásból azonban külső nyomásra kimaradt. Az Askani-ház Wittenbergi ágának 1422-es kihalásakor a szász-lauenburgi herceg megpróbálta okirathamisítással megszerezni a dinasztia uradalmait. Ehhez a pápa és a Bázeli Tanács segítségét is felkérte, azonban törekvéseik eredmény nélkül maradtak.
A szász-lauenburgi hercegek hatalmukat kis mértékben ki tudták terjeszteni az brémai, hildesheimi, lübecki, mindeni és verdeni püspökségek megszállásával, de befolyásuknak továbbra is ellenállt Holstein és a Welf-család.

## Uralkodók

### 1705 – 1876
- György I. Lajos,  1705–1727
- György II., 1727–1760
- György III., 1760–1803 
  - francia megszállás, 1803–1805
  - a Porosz Királyság része, 1805–1806
  - francia megszállás, 1806–1810
  - a Vesztfáliai Királyság része, 1810
  - az Első Francia Császárság része, 1810–1814
- I. Frigyes, 1814–1839
- I. Keresztély, 1839–1848
- II. Frigyes, 1848–1863
- II. Keresztély, 1863–1864
  - Heinrich Philipp Rudolph Levin von Wintzingerode birodalmi kormányzó (Reichskommissar) az első schleswig–holsteini háború alatt
- I. Vilmos, 1865–1876